# Dasyatis say
Dasyatis say là một loài cá đuối trong họ dasyatidae, là loài bản địa của các vùng biển tây Đại Tây Dương từ Massachusetts đến Venezuela. Chúng là loài sống bám đáy cát hoặc bùn ở độ sâu 1–10 m (3,3–32,8 ft).